# Malilla

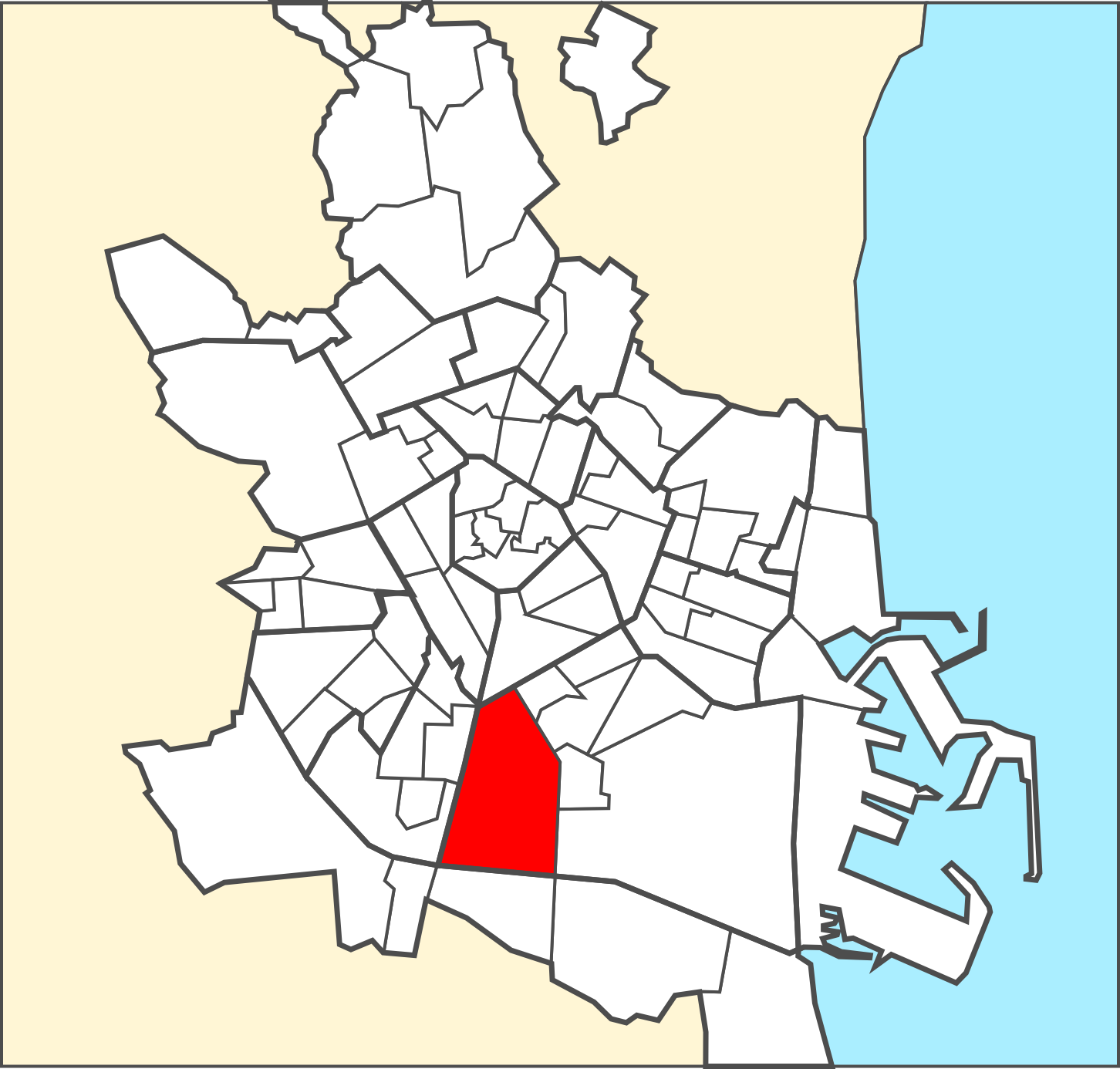
Localización del barrio de Malilla en Valencia.

Malilla es un barrio de la ciudad de Valencia (España), perteneciente al distrito de Quatre Carreres.
Se encuentra al sur de la ciudad y limita al norte con Ruzafa, al este con Fuente San Luis y La Punta, al sur con Horno de Alcedo y al oeste con Camino Real y La Cruz Cubierta. Su población en 2022 era de 22.287 habitantes.

## Historia
En época andalusí existía en las cercanías de Ruzafa un rahal denominado Malila, que según el Llibre del Repartiment fue donado por Jaime I a Pere de Fontoba el 27 de enero de 1238. De esta antigua alquería tomó el nombre la carrera de Malilla, un camino que partía desde Ruzafa y que es una de las cuatro carreras que dieron nombre al distrito de Quatre Carreres. En 1877 Malilla, junto con todo el territorio del antiguo municipio de Ruzafa, pasó a formar parte del término municipal de Valencia, estando en la actualidad su mitad norte totalmente integrada en el entramado urbano de la ciudad.